# Чланак
Чланак је писано дело објављено у штампаним или електронским медијима са циљем објаве вести, новости, резултата истраживања, академских анализа, дебате и сл.

## Новински чланак
Новински чланак (понегде и новински извештај, новинска прича) подразумева текст објављен у новинама који пружа информације о скорашњем догађају или догађајима који занимају тј. могу имати значајан утицај на животе великог броја људи. Аутори новинских чланака су новинари.
Новински чланак, тј. прича (енгл. news story) је по структури слична наративној структури при причању (или писању) прича и грубо се може описати постојањем увода, разраде и закључка. Међутим, оно што новинску причу издваја је тзв. принцип обрнуте пирамиде, где се при структурирању чланка на почетку спомињу главни догађаји и учесници, затим следи детаљније представљање главних учесника, спомен мање важних учесника, детаљи места и времена одигравања догађаја итд.
Жанровски се новински чланци деле на:
- информативне (вести. новости),
- интерпретативне (извештај, хроника, интервју),
- чланке мишљења (едиторијал, коментар, колумна, писмо уредништву, критика, новинска карикатура, блог).

Код информативних чланака циљ је објективно информисање о значајном дешавању. Интерпретативни се баве тумачењем догађаја, док се чланци мишљења тичу изношења у извесној мери субјективних мишљења аутора текста (тј. новинара, осим у случају писама уредништву где су аутори читаоци). 

## Енциклопедијски чланак
Енциклопедијски чланци су научно-популарни чланци излагачке природе које карактерише логичко повезивање идеја и информација у идејно и концептуално повезану и уравнотежену целину и њихово поједностављено представљање на начин разумљив просечном читаоцу. 

## Научни рад
Крајњи резултат научног истраживања је писани научни рад, чланак или монографија, у којем се концизно и јасно саопштавају резултати истраживања и дају објашњења истраживане појаве.